# Wilfried Rasch

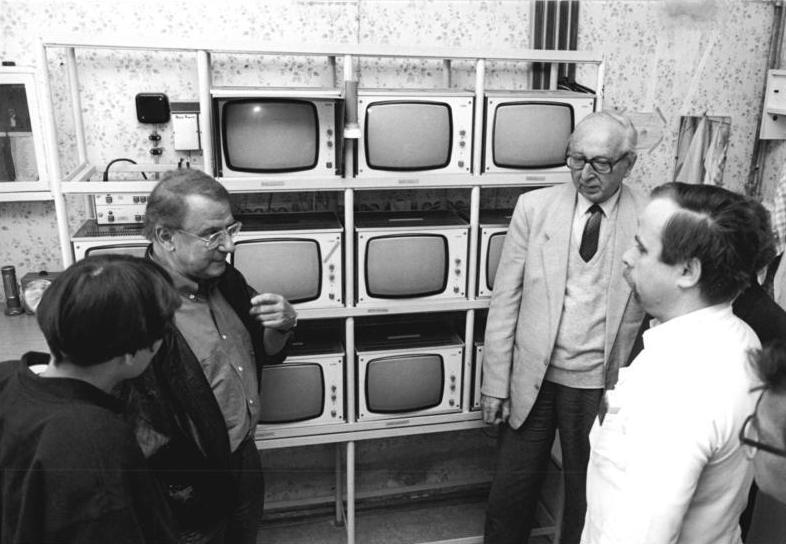
Wilfried Rasch (Zweiter von links) 1990 in der Nervenklinik Waldheim

Unterschrift 1999

Wilfried Rasch (* 27. August 1925 in Peine; † 23. September 2000 in Peymeinade in Frankreich) war ein deutscher forensischer Psychiater.

## Leben und Wirken
Wilfried Rasch wurde 1925 in Peine geboren, wo er bis 1928 lebte. Nach dem Umzug der Familie nach Berlin waren seine Eltern in einer sozialen Einrichtung für Jugendliche tätig. Er besuchte in Berlin das Gymnasium Zum Grauen Kloster, bis er 1942 zur Wehrmacht einberufen wurde. Das Abitur erlangte er während der Kriegsgefangenschaft in England. 1948 begann er in Göttingen ein Studium der Medizin, das er nach einem Universitätswechsel 1951 in Hamburg abschloss.

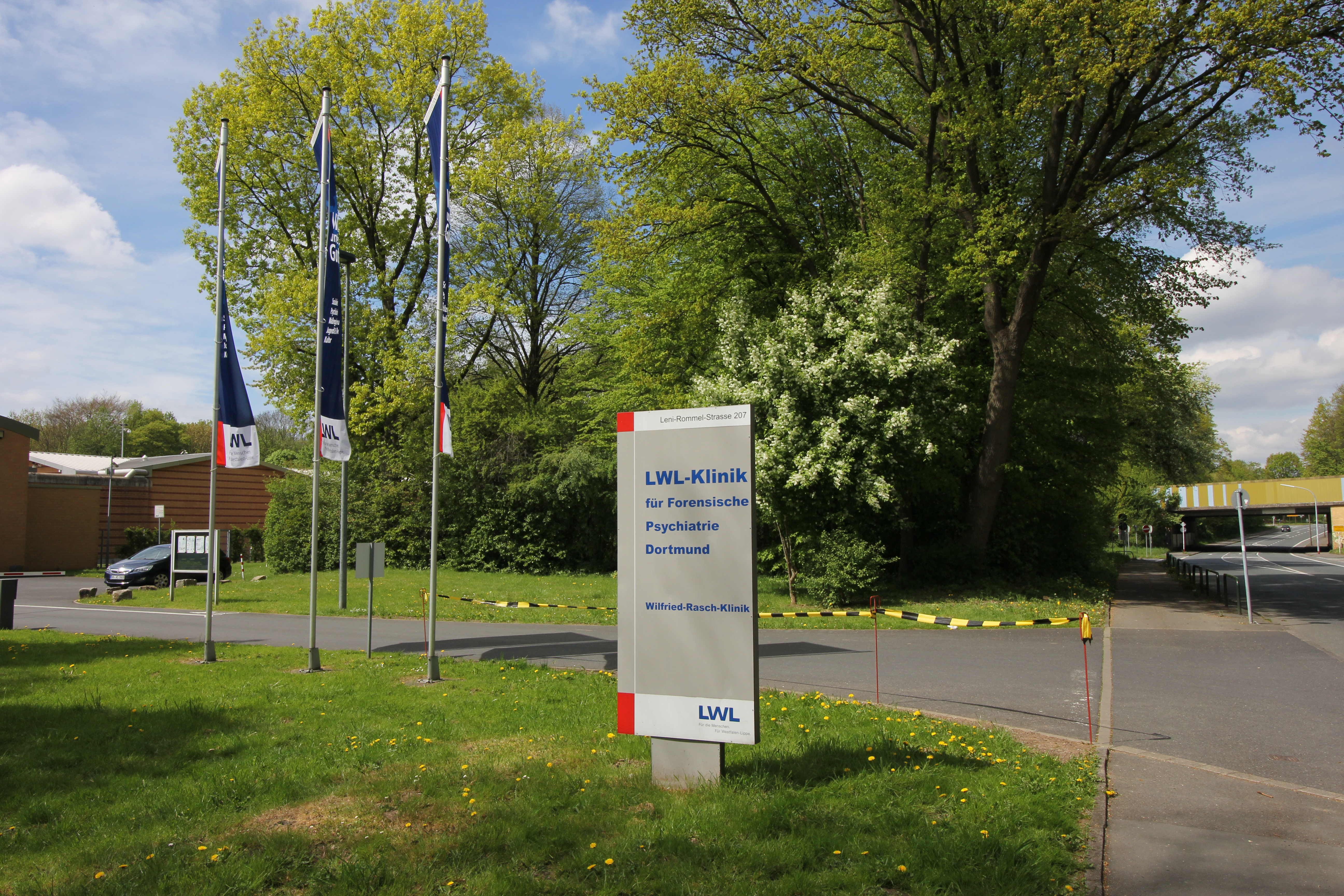
Zufahrt zur Wilfried-Rasch-Klinik

Anschließend war Rasch an der Psychiatrischen und Neurologischen Klinik des Universitäts-Krankenhauses in Eppendorf bei Hans Bürger-Prinz und an der Universität Köln tätig. Seine Habilitationsschrift aus dem Jahre 1964 Tötung des Intimpartners gilt als Meilenstein der Rechtsgeschichte und der forensischen Psychiatrie. Er war ferner für seine intensive Gutachterpraxis vor deutschen Gerichten bekannt, so etwa in den Fällen gegen die Serienmörder Jürgen Bartsch und Wolfgang Schmidt sowie in den Verfahren gegen RAF-Terroristen. Von 1971 bis zu seiner Emeritierung im Jahr 1993 leitete Rasch das Institut für Forensische Psychiatrie an der Freien Universität Berlin. Sein Nachfolger wurde Hans-Ludwig Kröber.
Die Klinik für forensische Psychiatrie des Landschaftsverbands Westfalen-Lippe in Dortmund wurde Wilfried-Rasch-Klinik benannt.

## Schriften (Auswahl)
- Forensische Psychiatrie. 2. überarb. und erw.  Auflage. Kohlhammer, Stuttgart, Berlin, Köln 1999, ISBN 978-3-17-015623-4.
- Das Mißbehagen des psychiatrischen Sachverständigen im Strafverfahren. In: Peter-Alexis Albrecht (Hrsg.): Festschrift für Horst Schüler-Springorum zum 65. Geburtstag. Heymann, Köln, Berlin, Bonn, München 1993, ISBN 3-452-22616-6, S. 561–570.
- Psychiatrische Begutachtung bei Aussetzung lebenslanger Freiheitsstrafe. In: Neue Zeitschrift für Strafrecht. Band 13, 1993, ISSN 0720-1753, S. 509–510.
- Zweifelhafte Kriteriologien für die Beurteilung der tiefgreifenden Bewußtseinsstörung. In: Neue Juristische Wochenschrift. Band 46, 1993, ISSN 0341-1915, S. 757–761.
- Die Auswahl des richtigen Psycho-Sachverständigen im Strafverfahren. In: Neue Zeitschrift für Strafrecht. Band 12, 1992, ISSN 0720-1753, S. 257–265.
- Pathologisches Glücksspiel und Schuldfähigkeit. In: Praxis der Forensischen Psychologie. Band 2, 1992, S. 25–34.
- Tötung des Intimpartners. Enke, Stuttgart 1964, DNB 453915450.